# 义渠
義渠（上古漢語擬音：ŋaih-ga，約前720年—前272年），又稱儀渠、戎，古代西戎國家，活躍於今泾水北部至河套地区。在殷商末年形成國家，逐步定居。至戰國時代，位於今天的甘肅省陇东、寧夏、陕北及内蒙河套以南等地，傳統上將他們列為西戎之一。與秦國形成對抗關係，最後被秦國所亡。義渠人之後分別融入秦國與匈奴之中。

## 歷史
義渠起源不詳。按照《竹书纪年》記載，義渠在商朝末年时已經出現，周公季历在武乙三十年(约公元前1118年)时奉命攻打義渠得胜。
《史记》记载中“義渠”最早的出现时间是在战国初年秦厉公时，当时義渠前来秦国进贡。公元前八世纪，半農半牧的義渠人在庆阳地区一带建都，逐漸建立城邑強化控制，兼并周边部落，强大起来，与秦国发生冲突（“義渠之戎筑城郭以自守，而秦稍蚕食”）。
公元前651年，义渠以晋国人由余為大臣，并派遣其作为使臣出使秦国以缓和两国关系。但由余至秦国后被策反。秦穆公三十七年(前623年)，秦国在由余的谋略协助下发动军队攻打西戎诸国而使其臣服於秦，而后義渠一度臣服于秦国。
秦厉公三十三年(前444年)，秦国攻入义渠，俘虏了其国王并将其掳走。
秦躁公十三年（前430年），義渠攻打秦国，兵鋒一度抵达渭河。

### 兴衰
秦伯駟七年（前331年），義渠发生内乱，秦国以帮助平乱为名乘机出兵，義渠开始衰落。十一年（前327年），義渠向秦国称臣，秦国建立義渠县。但是義渠新王位定之后，并不甘心臣服秦国，前往中原访问魏国，寻求共同反对秦国的机会（《战国策·義渠君之魏》。
秦伯駟后元七年（前318年），楚国、魏国、韩国、齐国、赵国、燕国六国合力攻秦，義渠乘机起兵，击败秦军“于李帛之下”（《史记》、《战国策》）。
公元前314年，秦国军队在中原战场取胜后，又调集重兵从三面对义渠发动军事行动，夺取义渠二十五城，义渠国土骤减。
公元前306年，秦昭襄王被立为国君，但因其年幼，由母亲宣太后摄政。宣太后（芈八子）采用怀柔政策拉拢义渠王，以安抚后方并震慑朝野。她邀请义渠王长期居于秦国，甚至与其发生关系并生下两个孩子。随着秦昭襄王的长大，在情人之间宣太后的政治立场倒向支持自己的儿子。
公元前272年，义渠国王被秦宣太后诈杀于甘泉宫，而后义渠国遭秦国出兵完全灭亡，秦国在其地置郡县。

### 灭亡
義渠的滅亡有二說：一說秦国在击败六国联军後，回师攻打義渠，在前314年，夺取其二十五城。秦武王元年（前310年），義渠乘丧谋叛，被秦军再次击败。武王死后，秦昭王年幼继位，秦国一度内乱，義渠乘机重新崛起。義渠王與秦昭王之母宣太后私通，生下二子。秦昭王三十五年（前272年），宣太后诱杀義渠王于甘泉宫。秦国随即出兵灭義渠，将義渠逐出黄河以南地区，將其地分隸入新设置的陇西、北地兩郡以及從魏國手中奪得的上郡，并在边境开始修建长城。
另一說在秦惠王时代，義渠国打败了秦国。秦昭王为了报仇，并且发动军队攻打義渠国杀害了義渠王，实际上義渠国已经灭亡。（见《战国策“范雎说秦王”》）范睢至秦，王庭迎，谓范睢曰：「寡人宜以身受令久矣。今者義渠之事急，寡人日自请太后。今義渠之事已，寡人乃得以身受命。躬窃闵然不敏，敬执宾主之礼。」秦王当时很想攻击義渠。宣太后攻打義渠，只是消灭残部。

### 秦漢時代
在匈奴興起後，部份義渠人加入匈奴。隨著漢朝勢力擴大，也有如公孫昆邪家族的義渠人由匈奴轉而歸附漢朝。考古学家根据发现的西戎墓地推测，亡国后的义渠族群依然在很长时间内保持着本族的文化特色，在秦至西汉早期才慢慢被“秦化”或“汉化”，最终消逝于历史中。

## 文化
義渠人最重要的民俗特征是火葬（《墨子·节葬下》），另外，亦盛行娶后母为妻（烝報制），即是妻其後母等习俗。
义渠是农牧兼营的民族。义渠人修建了大规模的城池，墓地的存在表明其过着相对集中的定居生活。而墓葬中出土的大量随葬马羊又表明义渠人重视畜牧业。

## 北迁
義渠国在灭亡后，其民眾北迁，后人多有亡入匈奴者，为匈奴大姓。中華人民共和國學者林梅村等人主张匈奴中的休屠、昆邪二部，即為義渠的后裔。

## 現代考證
後漢書在西羌傳記載義渠。中華民國學者劉文起與中華人民共和國學者冉光榮等人、黃烈等，皆主張義渠人為羌族。关于义渠一名，兰州大学教授、甘肃省原地方志办公室编审薛方昱研究认为，其疑为古羌语，意为“四水”，即四条河水相汇的地方。义渠一词在藏语中，“义”对音为数词“四”，“渠”是名词“水”，合为“四水”之意。今宁县城庙咀坪，恰有马莲河、城北河、九龙川、水磨沟四条水相汇，证明义渠一词在古羌语中的“四水”之意，同时这一古羌语地名恰恰证实了义渠国是古羌族的一支。
中華民國學者岑仲勉根據語言學及火葬習俗等，考證他們可能是吐火羅族的分支，起源於印度，移往新疆，在春秋時代移居到隴西居住。中華人民共和國學者林梅村，根據吐火羅語中的「義渠」為馬，認為商朝甲骨文中的馬方即為義渠。義渠與緄夷皆為吐火羅人的分支。
中華民國學者蒙文通認為義渠為匈奴先祖。
林澐指出，先秦戎狄部落是由先秦華夏人群分裂出來的一支，而在體質人類學上，戎狄屬於蒙古人種東亞型，與蒙古人種北亞型的匈奴等遊牧民族分屬不同的族群，兩者不可混為一談。